# 格紋擬四眼鱂
格紋擬四眼鱂，為輻鰭魚綱鯉齒目鰕鱂亞目鰕鱂科的其中一種，為熱帶淡水魚，分布於南美洲哥倫比亞淡水流域，體長可達4.5公分，棲息在底中層水域，生活習性不明。

## 擴展閱讀
維基物種上的相關：格紋擬四眼鱂